# Кароліна Гочева
Кароліна Гочева (мак. Karolina Gočeva; *28 квітня 1980, Бітола) — македонська співачка. Вона представляла Македонію на пісених конкурсах Євробачення 2002 та 2007 роках, посівши 19 та 14 місця відповідно. Вона стала першою македонською співачкою, яка двічі представляла цю країну на Євробаченні.

## Біографія

### Дитинство
До Кароліни вперше прийшов успіх коли їй було 10: після виступів на дитячому фестивалі «Сі-До» в Бітолі та щорічному фестивалі «Makfest 91» в Штіпі з піснею «Мамо, пусти мене» (Mamo, pušti me). Це був початок її кар'єри, тому вона використовувала національні фестивалі для промоції свого голосу і таланту. Вона стала постійною учасницею «SkopjeFest», дебютувавши в 1994 році виступом з піснею «Хто тобі це сказав» (Koj da ti kaže).